# Baté vasútállomás
Baté vasútállomás egy Somogy vármegyei vasútállomás, Baté településen, a MÁV üzemeltetésében.
A község lakott területének déli szélén helyezkedik el, a Kaposkeresztúrra vezető 65 106-os számú mellékút vasúti keresztezésétől nyugatra, közúti elérését az előbbi útból kiágazó 65 321-es számú mellékút teszi lehetővé.
2022. december 11-étől a vonatok nem állnak meg az állomáson.

## Vasútvonalak
Az állomást az alábbi vasútvonalak érintik:
- Dombóvár–Gyékényes-vasútvonal

## Kapcsolódó állomások
A vasútállomáshoz az alábbi állomások vannak a legközelebb:
- Nagyberki megállóhely (Dombóvár–Gyékényes-vasútvonal)
- Kaposhomok megállóhely (Dombóvár–Gyékényes-vasútvonal)